# Limnophora stragula
Limnophora stragula är en tvåvingeart som först beskrevs av Seguy 1950.  Limnophora stragula ingår i släktet Limnophora och familjen husflugor. Inga underarter finns listade i Catalogue of Life.